# Ministeri d'Afers Exteriors de la República Popular de la Xina
El Ministeri d'Afers Exteriors de la República Popular de la Xina és el departament del Govern xinès responsable per les relacions internacionals de la República Popular de la Xina. És dirigit pel Ministre d'Afers exteriors de la República Popular de la Xina, actualment Qin Gang qui serveix com el principal representant de la nació a l'estranger. El ministeri té la seva seu central al Districte de Chaoyang, a Pequín, el principal barri diplomàtic del país.
Les funcions principals d'aquest ministeri inclouen definir la política exterior, administrar les missions diplomàtiques de la nació, representar els interessos xinesos a les Nacions Unides, negociar acords i tractats amb altres Estats, i aconsellant el Consell Estatal en afers estrangers. Tanmateix, el Ministeri d'Afers Estranger és subordinat a la Comissió Central d'Afers Exteriors de la República Popular de la Xina, que decideix sobre polítiques d'exterior i que és dirigit pel Secretari General del Partit Comunista xinès. El 2019 disposava de 276 ambaixades i consolats.